# Opolenec
Opolenec este o arie protejată (arie specială de conservare — SAC, sit de importanță comunitară — SCI) din Republica Cehă întinsă pe o suprafață de 20,01 ha, integral pe uscat.

## Localizare
Centrul sitului Opolenec este situat la coordonatele 49°05′13″N 13°47′49″E / 49.086944°N 13.796944°E.

## Înființare
Situl Opolenec a fost declarat sit de importanță comunitară în aprilie 2005 pentru a proteja 1 specie de plante. Situl a fost protejat și ca arie specială de conservare în iulie 2012.

## Biodiversitate
Situată în ecoregiunea continentală, aria protejată conține 5 habitate naturale: Peșteri inaccesibile publicului, Pante stâncoase calcaroase cu vegetație casmofită, Fânețe de joasă altitudine (Alopecurus pratensis, Sanguisorba officinalis), Păduri de pin din stepa sarmatică, Pajiști carstice calcaroase sau bazofile, de Alysso-Sedion albi.
La baza desemnării sitului se află o specie protejată de  plante: Gentianella bohemica.